# سیارک ۱۸۹۵۴
سیارک ۱۸۹۵۴ (به انگلیسی: 18954 Sarahbounds، نامگذاری:2000QT119) هجده هزار و نهصد و پنجاه و چهارمین سیارک کشف شده‌است که در ۲۵ اوت ۲۰۰۰ کشف شد.
قدر مطلق سیارک برابر ۱۸.۶ است.